# شیاما
شیاما (به انگلیسی: Shyama) (زاده ۷ ژوئن ۱۹۳۵-درگذشته ۱۴ نوامبر ۲۰۱۷) بازیگر هندی بود.
از فیلم‌هایی که وی در آن نقش داشته است می‌توان به سلاح، شب بارانی، استاد، داماد، زن داداش، جانور، هزار رنگ ما و بازیکن بازی اشاره کرد.